# Estinzione (astronomia)
In astronomia, estinzione è il termine usato per descrivere l'assorbimento e la dispersione della radiazione elettromagnetica ad opera della materia (gas e polveri) che si trova tra l'oggetto celeste e l'osservatore.

## Cause dell'estinzione
Per un osservatore sulla superficie terrestre, l'estinzione è causata sia dal mezzo interstellare che dall'atmosfera terrestre; può anche essere causata da polveri circumstellari intorno all'oggetto osservato.
In linea generale, l'estinzione interstellare varia al variare della lunghezza d'onda: più corta è la lunghezza d'onda, più alta è l'estinzione. Dato che la luce blu è attenuata in maniera più marcata della luce rossa, l'oggetto osservato appare più rosso del previsto: per questo motivo, spesso, ci si riferisce all'estinzione interstellare con il termine arrossamento. Il concetto di estinzione interstellare è generalmente attribuito a Robert Julius Trumpler, sebbene i suoi effetti siano stati identificati la prima volta da Friedrich Georg Wilhelm von Struve nel 1847.
L'estinzione atmosferica, invece, è molto forte in alcune lunghezze d'onda, ad esempio nei raggi X, nell'ultravioletto e nell'infrarosso: per questo motivo, si fa uso dei telescopi spaziali.

## Estinzione interstellare
Volendo andare a valutare l'effetto dell'estinzione interstellare, consideriamo una radiazione emessa da un corpo celeste a una determinata lunghezza d'onda λ che si propaga nel mezzo interstellare. Ragionevolmente ci aspettiamo che la luminosità della radiazione decresca con l'avanzare della radiazione nel mezzo, essendo sempre più assorbita dal materiale; dunque considerando il coefficiente di assorbimento interstellare {\displaystyle \alpha }, la variazione infinitesima di luminosità {\displaystyle dL_{\lambda }} sarà proporzionale, con il segno meno, allo spazio infinitesimo {\displaystyle dr} percorso nel mezzo, ovvero:
{\displaystyle dL_{\lambda }=-L_{\lambda }\alpha dr}
Introducendo lo spessore ottico interstellare, che dipende dalla lunghezza d'onda, come  {\displaystyle \tau _{\lambda }=\alpha r} e lo spessore ottico infinitesimo {\displaystyle d\tau _{\lambda }=\alpha dr}, allora possiamo riscrivere l'equazione come:{\displaystyle dL_{\lambda }=-L_{\lambda }d\tau _{\lambda }}
questa è un'equazione differenziale di primo grado che ha per soluzione:{\displaystyle L_{\lambda }=L_{\lambda 0}\exp -\tau _{\lambda }}
L'effetto dell'estinzione interstellare provoca un decadimento esponenziale della luminosità in relazione allo spazio percorso nel mezzo. A questo punto è possibile valutare l'effetto dell'estinzione sulle misure fotometriche e quindi sulla magnitudine assoluta e apparente. La luminosità è in relazione al flusso di un corpo celeste ad una determinata distanza {\displaystyle d} dalla relazione: {\displaystyle F_{\lambda }={\frac {L_{\lambda }}{4\pi d^{2}}}}Dunque la magnitudine assoluta {\displaystyle M_{\lambda }}e apparente {\displaystyle m_{\lambda }} è in relazione alla legge:
{\displaystyle m_{\lambda }-M_{\lambda }=-{\frac {5}{2}}\log {\frac {F_{\lambda }}{F_{\lambda 0}}}}dove:
{\displaystyle F_{\lambda }} è il flusso del corpo celeste misurato a una distanza {\displaystyle d} generica, per esempio la distanza della stella dalla Terra, considerando la radiazione soggetta all'estinzione.
{\displaystyle F_{\lambda 0}} è il flusso del corpo celeste alla distanza di {\displaystyle d} =10 pc senza considerare l'effetto dell'estinzione.
Allora si ricava che, posto {\displaystyle R} il raggio del corpo celeste:
{\displaystyle m_{\lambda }-M_{\lambda }=-{\frac {5}{2}}\log {({\frac {L_{\lambda }}{4\pi d^{2}}}{\frac {4\pi (10pc)^{2}}{L_{\lambda 0}}})}}sostituendo nella formula l'equazione per {\displaystyle L_{\lambda }} e semplificando i conti, usando alcune proprietà dei logaritmi, si ottiene in definitiva che:
{\displaystyle m_{\lambda }-M_{\lambda }=5\log {\frac {d}{10pc}}+{\frac {5}{2}}\log {\exp \tau _{\lambda }}}Il risultato trovato è che considerando anche l'effetto di estinzione nella misura del flusso di una stella allora nella relazione tra magnitudine apparente e assoluta è necessario considerare un termine correttivo aggiuntivo, sempre maggiore o uguale a zero, che dipende dalla lunghezza d'onda definito come:
{\displaystyle A_{\lambda }={\frac {5}{2}}{\frac {\tau _{\lambda }}{\ln {10}}}}Quindi per una radiazione generica {\displaystyle \lambda } abbiamo ottenuto che:
{\displaystyle m_{\lambda }-M_{\lambda }=5\log {\frac {d}{10pc}}+A_{\lambda }}
Il suddetto termine {\displaystyle A_{\lambda }} può essere messo in relazione con l'indice di colore e l'eccesso di colore (si veda indice di colore). Andando a valutare la luminosità e quindi il flusso di un corpo celeste con bande spettrali diverse, per esempio Blu e Visibile in riferimento al sistema fotometrico standard definito da Johnson-Morgan, allora avremo un sistema di due equazioni:
{\displaystyle m_{B}-M_{B}=5\log {\frac {d}{10pc}}+A_{B}}{\displaystyle m_{V}-M_{V}=5\log {\frac {d}{10pc}}+A_{V}}
da cui facendo la differenza tra le due e scrivendo l'indice di colore della stella effettivo {\displaystyle (B-V)_{0}=M_{B0}-M_{V0}} e {\displaystyle (B-V)=m_{B}-m_{V}}  l'indice di colore misurato, allora si trova che l'indice di colore misurato è maggiore dell'indice di colore effettivo di un termine {\displaystyle E_{B-V}=A_{B}-A_{V}} che prende il nome di eccesso di colore.
{\displaystyle (B-V)=(B-V)_{0}+E_{B-V}}Sperimentalmente sussiste la relazione:{\displaystyle {\frac {A_{V}}{E_{B-V}}}\approx 3}

## Estinzione atmosferica
Il problema dell'estinzione atmosferica è dovuto alla presenza intorno alla superficie terrestre dell'atmosfera, che assorbe in parte la radiazione di un corpo celeste. L'estinzione atmosferica è responsabile, in analogia al fenomeno dell'estinzione interstellare, dei problemi sperimentali nei quali incorrono gli astronomi e astrofisici nella misurazione della luminosità delle stelle.
Il fenomeno è quantificabile analiticamente considerando un raggio luminoso che incide nell'atmosfera parallelamente all'asse z, asse perpendicolare alla superficie terrestre passante per lo Zenit. L'intensità dell'onda {\displaystyle I_{\lambda }} ad una lunghezza d'onda {\displaystyle \lambda } decrescerà con l'avanzare nell'atmosfera, quindi definendo:
{\displaystyle dI_{\lambda }} la variazione infinitesima che subisce il raggio luminoso attraversando l'atmosfera
{\displaystyle dx} spostamento infinitesimo nell'atmosfera
{\displaystyle \eta _{\lambda }} coefficiente di assorbimento dell'atmosfera, che dipenderà dalla quota, dalla temperatura e dalla composizione chimica dell'aria.
Allora ricaviamo un'equazione differenziale:{\displaystyle dI_{\lambda }=-I_{\lambda }\eta _{\lambda }dx}che ha come soluzione:
{\displaystyle I_{\lambda }=I_{\lambda 0}\exp {-\int _{0}^{z}\eta _{\lambda }dx}}dove l'integrale della funzione {\displaystyle \eta _{\lambda }(x)} ,incognita, va dalla quota {\displaystyle z_{0}}, alla quale incide, che consideriamo nulla, alla quota {\displaystyle z}.
La formula mostra che l'effetto dall'atmosfera provochi un decadimento esponenziale dell'intensità della luce in arrivo da un corpo celeste in relazione allo spazio percorso all'interno di essa. Ciò si ripercuote anche sulla misurazione "a terra" della magnitudine apparente {\displaystyle m_{\lambda }}, si ricava infatti che:{\displaystyle m_{\lambda }-m_{\lambda 0}=-{\frac {5}{2}}\log {\frac {I_{\lambda }}{I_{\lambda 0}}}}i cui termini sono:
{\displaystyle m_{\lambda 0}} la magnitudine della stella, in relazione all'intensità del raggio prima di attraversare l'atmosfera, ovvero alla quota {\displaystyle z_{0}}
{\displaystyle I_{\lambda 0}} intensità del raggio luminoso prima di entrare nell'atmosfera.
Da quanto trovato per {\displaystyle I_{\lambda }} allora si può riscrivere come:{\displaystyle m_{\lambda }-m_{\lambda 0}={\frac {5}{2}}\log {\exp {\int _{0}^{z}\eta _{\lambda }dx}}}La formula ricavata può essere estesa al caso in cui l'onda incida nell'atmosferica con un angolo {\displaystyle \theta } generico rispetto all'asse z; è necessario qui fare una modifica sullo spazio infinitesimo percorso che non è più lungo l'asse z parallelo ma si può ricavare da considerazione trigonometriche che vale:{\displaystyle dx'=\sec({\theta })dx}dove sec è la secante dell'angolo che si forma tra {\displaystyle dx} e {\displaystyle dx'}.
Segue che la relazione tra le magnitudini vale:{\displaystyle m_{\lambda }-m_{\lambda 0}=X_{\lambda }sec(\theta )}dove {\displaystyle X_{\lambda }} è una quantità caratteristica dell'atmosfera, che dipende dalla lunghezza d'onda e dall'indice di colore, che vale:{\displaystyle X_{\lambda }={\frac {5}{2}}\log {e}\int _{0}^{z}\eta _{\lambda }dx}
In definitiva quanto ricavato è una relazione lineare tra {\displaystyle m_{\lambda }}e {\displaystyle \sec(\theta )} dalla quale noto l'angolo {\displaystyle \theta } con il quale la radiazione incide nell'atmosfera è possibile ricavare {\displaystyle m_{\lambda 0}}. Ponendo infatti lungo l'asse delle ascisse {\displaystyle \sec(\theta )} e lungo l'asse delle ordinate {\displaystyle m_{\lambda }}, facendo una regressione lineare dei dati sperimentali si giunge a individuare il punto di intersezione tra la retta e l'asse delle ordinate, che sarà il valore {\displaystyle m_{\lambda 0}}. Tale metodo si chiama metodo delle rette di Bouguer.